# Хотимченко, Юрий Степанович
Юрий Степанович Хотимченко (род. 25 февраля 1952 года, гор. Белогорск, Амурская область, РСФСР, СССР) — российский ученый, научный руководитель Школы медицины и наук о жизни Дальневосточного федерального университета (с 2023), заслуженный деятель науки РФ. Доктор биологических наук, профессор.
В 2001—2010 годах — декан фармацевтического факультета Владивостокского государственного медицинского университета, в 2011—2021 годах — директор Школы биомедицины Дальневосточного федерального университета, в 2021—2023 годах — директор Института наук о жизни и биомедицины ДВФУ.

## Биография
Родился 20 февраля 1952 года в гор. Белогорске Амурской области.
В 1975 году окончил Владивостокский государственный медицинский институт. В 1979 году там же окончил аспирантуру.

## Научно-профессиональная деятельность
С 1979 года работает в Институте биологии моря ДВО РАН (с 2016 года — Национальный научный центр морской биологии имени А. В. Жирмунского ДВО РАН), где в том числе в разные годы руководил лабораториями и занимал административные должности:
- 1979—1983 гг. — младший научный сотрудник лаборатории гаметогенеза;
- 1983—1986 гг. — старший научный сотрудник лаборатории гаметогенеза;
- 1986—1992 гг. — заведующий лабораторией гаметогенеза;
- 1992—2002 гг. — заведующий лабораторией фармакологии и цитофизиологии;
- 1993—2017 гг. — заместитель директора по научной работе;
- 2002—2017 гг. — заведующий лабораторией фармакологии;
- 2011—2016 гг. — заместитель председателя институтского ученого совета.

С 1980 по 1990 годы — ученый секретарь Объединённого ученого совета по биологическим наукам при Президиуме ДВНЦ АН СССР.
Одновременно с научной работой в ИБМ ДВО РАН по совместительству работал во Владивостокском государственном медицинском университете: заведующий кафедрой биологии и медицинской генетики в 1987—1991 гг., профессором на кафедре общей и клинической фармакологии в 1991—2004 гг., а также позже в 2004—2012 гг. на кафедре фармацевтической технологии и биотехнологии, с 2012 г. — на кафедре фармации.
С 2001 по 2010 годы — декан фармацевтического факультета Владивостокского государственного медицинского университета
С 2011 по 2021 годы — директор Школы биомедицины Дальневосточного федерального университета, председатель ученого совета Школы биомедицины ДВФУ.
С 2011 года — член ученого совета ДВФУ.
С 2012 года — член Общественного экспертного совета по вопросам здоровья в Приморском крае. Ранее так же занимался экспертной и общественной работой, состоя в 1995—1999 годах в Общественном совете при Комитете по науке Государственной Думы РФ.
В 2013—2014 годах — член Научного совета Медицинского объединения ДВО РАН.
В 2014—2016 годах руководил проектом Российского научного фонда по теме «Разработка методов персонифицированной клеточной терапии глиальных опухолей головного мозга на основе технологий онкопротеомики». Также руководил проектом по направлению «Фундаментальные исследования для медицины» Программы Минобрнауки РФ прикладных научных исследований, направленных на создание продукции и технологий по приоритетным направлениям развития науки, технологий и техники в России.
В 2014 году присвоено почетное звание «Заслуженный деятель науки Российской Федерации».
С 2017 по 2018 годы — проректор по медицинским вопросам Дальневосточного федерального университета.
С 2017 года — директор департамента фармации и фармакологии Школы биомедицины Дальневосточного федерального университета.
С 2018 года — член Комитета РАН по программе ООН по окружающей среде.
С января по март 2021 года — и. о. директора Школы естественных наук Дальневосточного федерального университета.
С 2021 по 2023 годы — директор Института наук о жизни и биомедицины Дальневосточного федерального университета, главный редактор журнала «Биология моря».
С 2023 года — научный руководитель Школы медицины и наук о жизни Дальневосточного федерального университета
Ю. С. Хотимченко является руководителем совместного Научно-образовательного центра ТГМУ—ДВФУ—ННЦМБ ДВО РАН «Фундаментальная медицина и фармакология». Член редакционных коллегий научных журналов «Биология моря», «Тихоокеанский медицинский журнал», председатель диссертационного совета по медицинским наукам при Тихоокеанском государственном медицинском университете (специальность 14.03.06 — Фармакология, клиническая фармакология), член диссертационного совета по биологическим наукам при Дальневосточном федеральном университете (специальность 03.01.06 — Биотехнология).
Под руководством Ю. С. Хотимченко защищено 35 докторских и кандидатских диссертаций.

## Научные работы
Ю. С. Хотимченко специализируется в области биотехнологии лекарственных препаратов, биологически активных добавок к пище, функционального питания. Индекс Хирша — 17.
Автор и соавтор более 200 научных работ, из них порядка 120 научных статей, 12 патентов, 4 монографий.